# Alexander Maria von Alexander
Alexander Maria von Alexander, avstrijski general, * 24. februar 1844, † 10. marec 1930.

## Življenjepis
Potem ko se je 1. decembra 1901 upokojil, je bil 20. junija 1908 povišan v naslovnega podmaršala.

## Pregled vojaške kariere
Napredovanja
- generalmajor: 1. november 1900 (z dnem 5. novembrom 1900)
- naslovni podmaršal: 20. junij 1908